# Pi Indi
Pi Indi är en Am-stjärna i Indianens stjärnbild.
Stjärnan har visuell magnitud +6,17 och är svagt synlig för blotta ögat vid god seeing. Den befinner sig på ett avstånd av ungefär 465 ljusår.